# House of Blackmail
House of Blackmail é um filme de drama britânico de 1953, dirigido por Maurice Elvey e estrelado por Mary Germaine, William Sylvester e Alexander Gauge.
O enredo segue um soldado e sua namorada, que se misturaram com uma chantagista.

## Elenco
- Mary Germaine ... Carol Blane
- William Sylvester ... Jimmy
- Alexander Gauge ... Markham
- John Arnatt ... Pete Carter
- Denis Shaw ... Bassett
- Ingeborg von Kusserow ... Emma
- Patricia Owens ... Joan
- C. Denier Warren ... Jock
- Hugo Schuster ... Dr. Welich
- Barry Wynne ... Billy Blane